# Wybory prezydenckie w Libanie w 1952 roku
Wybory prezydenckie w Libanie odbyły się 23 września 1952 roku. Nowym prezydentem został Kamil Szamun. Wyboru dokonał 66-osobowy parlament.